# 吴经熊
吴经熊（英文名：John C. H. Wu 或 John Wu Ching-hsiung，1899年3月28日—1986年2月6日），一名经雄，字德生，浙江省宁波鄞县人。中华民国法学家。

## 生平

### 早年
1899年3月28日，吳經熊生于浙江省宁波府鄞县，排行第三。父親早年學過三年的私塾，後來從學徒做起成了米商，40歲時做了錢莊經理，但膝下無子便在夫人的勸說下取了妾。三歲時，母親過世，是大娘將他撫養長大。1905年，六岁时，開始在家讀私塾。1908年，到翰香小學學習，並開始學英文。10歲時，父親過世，一直是哥哥嫂嫂照料他生活。
1914年，吳經熊入讀宁波效实中学，他的興趣轉到自然科學上，特別在物理方面表現優異。1916年4月12日，結了婚就由妻子照料他起居。1916年，升入滬江大學預科專攻自然科學，同時選修西洋史和英國文學，与徐志摩为同窗好友，他還和耶穌會的神父學過法文。
1917年春，吳經熊轉入天津北洋大学法律科預科。學期結束前，公告北洋法律系要和北大法學院合併，吳經熊不願到北京，正巧美國監理會東吳大學的中國比較法學院已在上海成立，秋天便轉去上海讀書。同年冬，他受洗礼入監理會。
1920年6月，吳經熊畢業後赴美留学。8月，進入密歇根大学法学院學習，一年內以十科滿分的成績躍升一級，於1921年获法学博士学位。3月，他在密歇根法律评论上发表了一篇论文，討論中國法學理論和法學史。畢業後，獲卡內基國際和平獎學金到巴黎大学遊學，研究國際法。
1922年，吳經熊到柏林大学跟隨史丹木拉學習法哲學。1923年3月，又在密歇根法律评论上發表文章討論時任美國最高法院法官霍姆斯的觀點。秋，返美在哈佛大学跟隨龐德社會法學。霍姆斯非常欣賞吳經熊，曾在給龐德的私函中提到他的才能，而且希望他可以“接受更完整的普通法訓練”。吳經熊和他維持了十四年的書信往返，對他非常傾慕。

### 抗戰前活動
1924年夏，吳經熊回國到东吴大学法科教書，並在張君勱所辦的自治學院兼課。1927年法科更名法学院，吳任院长至1937年。1927年元旦，他被任命為上海租界區臨時法庭的推事，審理國際糾紛該法庭是中國收回治外法權的一環。
1928年，吳經熊任公共租界特區法院院長兼刑事庭長，還兼任南京国民政府立法委员和司法部參事。1929年，出任上海特別市法院院长，這時吳在上海名聲大振，報紙以“吳青天”讚揚他的司法專業；冬，受邀前往西北大学芝加哥校區任講座教授，退出監理會教籍。1930年春，到哈佛大学任特別研究員。1930年6月，因為夫人身體不適，放棄講師的聘請回國，7月，在上海做執業律師。
1933年元旦，吳經熊經立法院長孫科聘請進入立法院，以學者身份擔任“宪法草案起草委员会”副主席，6月，參與制定《中华民国宪法》第一草案，並以個人名義發表。1934年，因為參與修改憲草，停止律師業務。1935年5月，吴经熊和林語堂、全增嘏、溫源寧等人在孫中山文教進步研究所的支持下，創辦英文《天下月刊》。1936年5月5日，三讀通過《中华民国宪法》。

### 抗戰及內戰時期
1937年，八一三淞滬會戰爆發，日軍侵入上海，吳經熊因發表抗議侵華言論而被日軍盯上，12月，上海淪陷，避難於律師袁家潢處。18日，改宗天主教。1938年1月，吳經熊逃亡香港，1942年1月，被日軍軟禁，5月，偕家轉赴桂林。在香港的四年多繼續出版《天下月刊》，並任立法委員。他翻譯的幾首《聖詠》受到宋美齡欣賞，11月起，便專職翻譯《聖詠集》和《新約》。1944年夏，搬至貴陽；冬，遷居至重慶，住在中山文教館。1945年4月，參加中華民國代表團，到舊金山參加聯合國制憲會議，並主譯《聯合國憲章》。
1946年夏，吳經熊搬回上海。1946年2月，出任制憲國民大會代表。12月，受命为派驻梵蒂冈教廷，出任中華民國駐教廷公使。1947年2月，就任，公餘之暇，修訂譯稿。1949年2月底，孫科召吳經熊回上海請他出任司法部長，但局勢動盪，孫科請辭也就作罷。返回羅馬後，於5月請辭。7月，吳經熊被聘為夏威夷大学的客座教授，主講靈修神學、中国哲学。

### 後半生
1951年9月，吳經熊移居新泽西，並在西東大學謀得教職。在薛頓賀爾大學，他教授了十年的法律，从六十年代直至1968年退休，他在西東大學和哥伦比亚大学教授亚洲哲学和诗歌。1957年，應中華民國政府邀請，出任國際仲裁法庭仲裁員。1959年11月，李友悌在美国病逝，在孤單歲月中，他和默頓神父一直保持著書信往來。
1961年，吳經熊返台籌建中国文化研究所，受邀為名譽校長。1965年，回台用英文為孫中山立傳。1966年，被聘為中國文化學院哲學系教授。1967年，續弦後回西東大學任教。1968年，移居台湾，在中國文化學院和輔仁大學任教。1971年，受聘為總統府資政。1986年2月6日，逝世于台湾，享年八十七岁。

## 家庭
吴经熊於1916年与李友悌（李德兰）结婚，李是父親好友的次女，也是做錢莊生意的。1959年11月30日，李友悌在新澤西病逝后，1967年，与祝文英女士结婚。其子吴祖禹为中华民国外交官，也曾出任中華民國駐教廷大使。

## 思想
在〈我的法律哲學：在進化中的自然法〉中，吳經熊說：
|  | 我的法律哲學，主要不外乎二點。第一點是：自然法是一切法律之基礎。第二點是：自然法不是死殭殭地一成不變的東西，而是與時俱進的有機體。因此，我的法律哲學，可以用一個標題來概括：在進化中的自然法。 |

據上文，吳經熊的法律哲學一方面主張對人類而言，有普遍存在的自然法，可以作為實際上制定出來的法律（「人定法」）的評判標準；另一方面，主張「自然法」雖然有不變的一面，但是人對自然法的認識，以及在一個特定的時代和環境中，如何更好的表現出自然法，則是可以有變化和進展的。

## 著作
論文：
- 《中国古代法典与其他中国法律及法律思想资料辑录》（Readings from Ancient Chinese Codes and Other Sources of Chinese law and Legal Ideas）
- 《国际法方法论》（La Methode du droit des gens）
- 《成文国际法》（Le Droit des gens positif）
- 《论自然法》（Droit Naturel）
- 《法律的基本概念》
- 《法律的三度论》
- 《史丹木拉及其批评者》

專著：
- 《法學論叢》（Juristic Essays and Studies, 1928）
- 《聖詠譯義》（1946.10）
- 《新經全集》（1949.11）
- 《超越东西方》（Beyond East and West, 1951）
- 《內心樂園》（Interior Carmel, 1952）
- 《正义之源泉：自然法研究》（Fountain of Justice：A Study in the Natural Law，1955）
- 《自然法：一个比较研究》（Natural Law：A Comparative Study，1955）
- 《作为一种文化研究的法理学》（Jurisprudence as a Cultural Study，1956）
- 《孟子的人生观与自然法》（Menciu’s Philosophy of Human Nature and Natural Law，1957）
- 《中国哲学中的自然法与民主》（Natural Law and Democracy in China Philosophy，1957）
- 《中国法律哲学史略》（Chinese Legal Philosophy：A Brief History Survey，1958）
- 《法理学判例与资料》（Cases and Materials on Jurisprudence，1958）
- 《自然法与基督文明》（The Natural Law and Christian Civilization，1962）
- 《英译〈老子道德经〉》（1961年）
- 《禪學的黃金年代》（The Golden Age of Zen, 1967）
- 《國父的人格與學說》（Sun Yat-Sen: The Man and His ideas, 1971）
- 《自然法哲学之比较研究》（The Philosophy of Natural Law：A Comparative Study，1975）
- 《哲学与文化》（1979年）
- 《唐诗四季》（1981年）

## 腳註
1. 1 2 3 4 5 6  吳經熊（2018年）
2. 1 2  郭果七（2006年），第14-16页
3. ↑  關國煊（1987年）
4. ↑  田默迪（1988年），第1-7页
5. ↑  田默迪（2004年），第1-7页
6. ↑  田默迪（2004年），第8-16页
7. ↑  田默迪（2004年），第30页
8. ↑  田默迪（2004年），第48页
9. ↑  Paul Sayre（2008年），第281-283页
10. ↑  田默迪（2004年），第22页
11. ↑  郭果七（2006年），第18页
12. ↑  郭果七（2006年），第19-20页
13. ↑  郭果七（2006年），第21页
14. ↑  郭果七（2006年），第22页
15. ↑  郭果七（2006年），第23-25页
16. ↑  吳經熊.  三版. 臺北市: 東大圖書. 1983年: 頁166.

## 延伸阅读
[在维基数据编辑]
 《海上名人傳·吳德生》，出自《海上名人傳》
 在维基共享资源阅览影像
| 教育職務 | 教育職務                         | 教育職務      |
| -------- | -------------------------------- | ------------- |
| 新頭銜   | 东吴大学法学院院长 1927年—1937年 | 繼任： 盛振爲 |